# Krijgersvaas

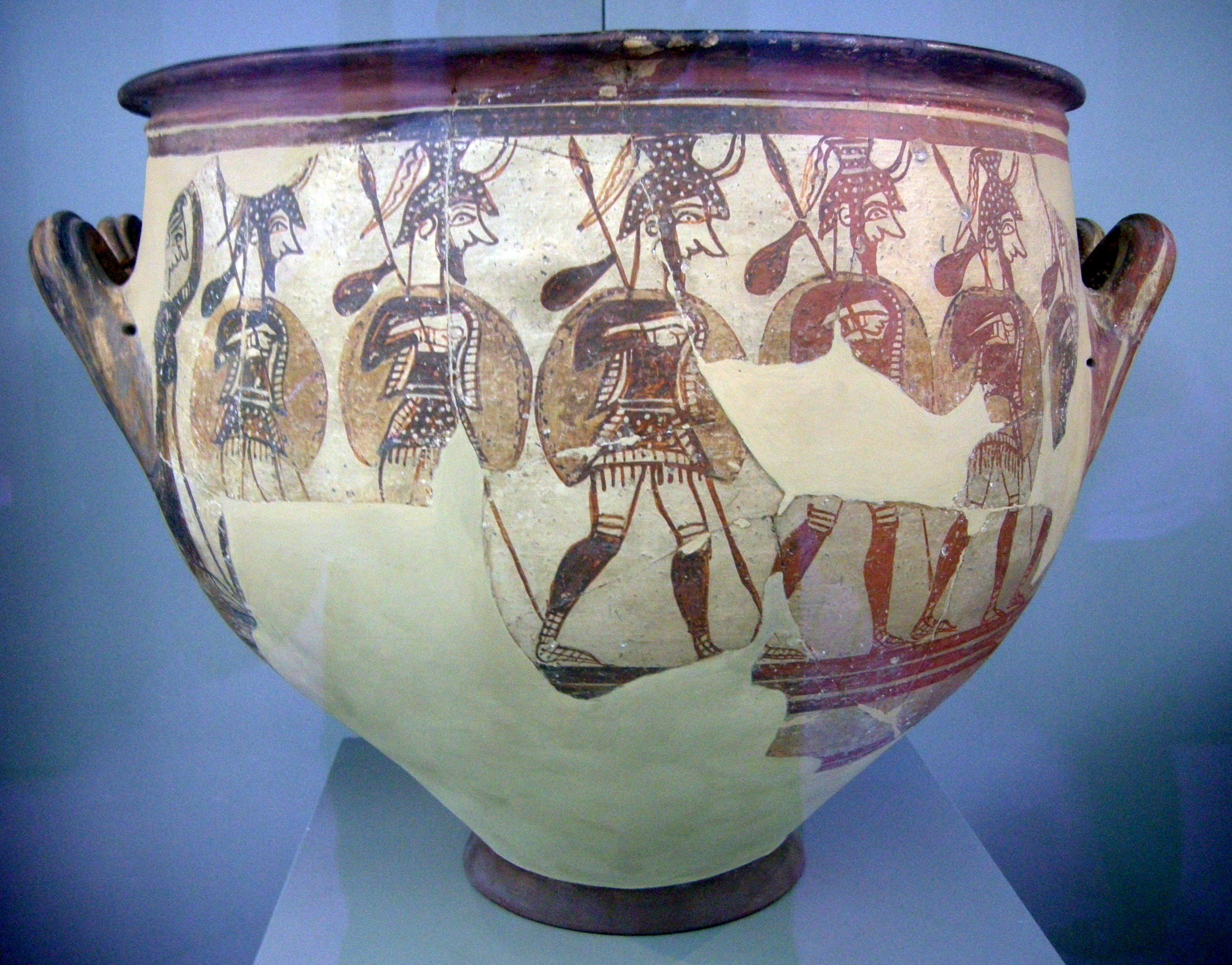
Voorzijde met de gehoornde krijgers

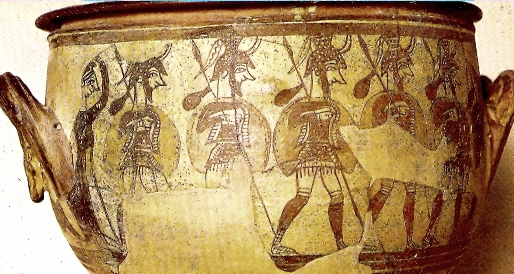
Links de vrouw in het zwart die afscheid lijkt te nemen

De krijgersvaas in het Nationaal Archeologisch Museum van Athene (inv. 1426) is een beschilderde krater uit de late Mykeense periode, opgegraven door Heinrich Schliemann in de Akropolis van Mykene. De in 1876 gevonden fragmenten lieten een gedeeltelijke reconstructie toe.

## Datering en toeschrijving
De krater wordt gedateerd in de 12e eeuw v.Chr. in de Laat-Helladische periode (III C midden). Dit was de laatste fase van de Bronstijd, kort voor de beschavingen in het oostelijk Middellandse Zeegebied ineenklapten. In deze post-palatiale tijd waren oorlog en verwoesting frequent.
De kunstenaar wordt de stèleschilder genoemd, naar een gepolychromeerde stèle die op stilistische gronden ook aan hem wordt toegeschreven. Hij was een Mykeense muurschilder, mogelijk de laatste.

## Beschrijving
De hoogte van de krijgersvaas is 42 cm en de diameter aan de rand 50 cm. Het is een mengvat voor wijn met twee handvaten die uitlopen in een ossenkopreliëf (bukranion). Uitzonderlijk voor de Mykeense kunst uit die tijd is het narratieve karakter en de aanzet tot gevoelsexpressie, alsook de polychromie. Op een lichtbruine gepolijste achtergrond zijn de figuren geschilderd met rood, zwartbruin en matgeel.
De twee zijden van de vaas zijn gedecoreerd met een fries van bebaarde krijgers die in een rij naar rechts stappen. Hun gezichten zijn niet geïndividualiseerd. De actie begint bij een in het zwart geklede vrouw die hen lijkt uit te zwaaien. De zes krijgers dragen een korte chiton, een kuras, een gehoornde helm met veren, een schild en scheenplaten. Ze zijn gewapend met speren, waaraan een leren knapzak hangt. Blijkbaar trekken ze ten oorlog en staan ze aan het begin van een lange mars.
Aan de andere kant van de vaas heffen vijf krijgers hun speren, klaar om te werpen, en dragen ze "egelhelmen". Dit laatste type kan de verenkroon zijn die werd gedragen door de Luwiërs. De Mykeners zouden dan hun tegenstanders hebben afgebeeld, zoals ze eruitzagen in de tijd van de Trojaanse Oorlog. De lange neuzen en terugwijkende kinnen zijn ongebruikelijk voor het weergeven van Griekse mannen.

## Voetnoten
1. ↑  Geoff Lee, Helene Whittaker en Graham Wrightson (eds.), Ancient Warfare. Introducing Current Research, vol. I, 2015, p. 196
2. ↑  Eberhard Zangger en Serdal Mutlu, Putting the Luwian Culture on the Map, Friends of ASOR, januari 2023